# Gwalior (district)
Gwalior is een district van de Indiase staat Madhya Pradesh. Het district telt 1.629.881 inwoners (2001) en heeft een oppervlakte van 5465 km².
Hoofdstad: Bhopal
Districten: